# Center za usposabljanje Slovenske vojske
Center za usposabljanje Slovenske vojske  (kratica CUSV) je temeljna vojaška izobraževalna ustanova, ki skrbi za usposabljanje novih pripadnikov Slovenske vojske. Deluje v okviru Poveljstva za doktrino, razvoj, izobraževanje in usposabljanje.
Trenutni poveljnik centra je polkovnik Jožef Murko.

## Zgodovina
Center je bil ustanovljen leta 2003 z namenom temeljnega in osnovnega šolanja novih in starih pripadnikov SV kot tudi za izvajanje vojaškega modula fakultetnih predavanj. 

## Poveljstvo
Poveljniki
- kapitan fregate Boris Geršak (2006)
- polkovnik Miran Rožanec (? - 1. avgust 2011[1])
- polkovnik Jožef Murko (1. avgust 2011[1] - )

## Organizacija
- poveljstvo
- poveljniško-logistični vod
- oddelek za podporo usposabljanja
- enota temeljnega vojaškostrokovnega usposabljanja Slovenske vojske (enota TVSU Slovenske vojske)
- enota osnovnega in dopolnilnega vojaškostrokovnega usposabljanja Slovenske vojske (enota OVSU Slovenske vojske)
- enota za vzdrževanje

## Zanimivosti
- dan Centra za usposabljanje Slovenske vojske: 8. marec[2]